# 41. østlige længdekreds
Den 41. østlige længdekreds (eller 41 grader østlig længde) er en længdekreds, der ligger 41 grader øst for nulmeridianen. Den løber gennem Ishavet, Europa, Asien, Afrika, det Indiske Ocean, det Sydlige Ishav og Antarktis.